# Lepidium latifolium
La trencapedres o morritort salvatge (Lepidium latifolium) és una espècie de planta perenne pertanyent a la família Brassicaceae.
Natiu del sud d'Europa, Mediterrani i regions d'Àsia tan llunyanes com l'Himàlaia, és una espècie introduïda a l'Amèrica del Nord, on es conrea als Estats Units i a Mèxic.
La planta aconsegueix 30-100 cm d'altura, però pot arribar als 2 metres. La planta té nombroses branques llenyoses i alterna fulles i grups de petites flors blanques. Produeix petits fruits (1,6 mm), cadascun dels quals dues llavors vermelloses.